# Đình Hoàng Mai
Đình Hoàng Mai nằm ở đường Hoàng Mai, phường Hoàng Văn Thụ, quận Hoàng Mai, Hà Nội.

## Lịch sử
Đình được xây dựng trên đất Hoàng Mai vốn là trung tâm của Thái ấp Kẻ Mơ do Thượng tướng Trần Khát Chân xây dựng và ở trong vòng 10 năm (1389 – 1399).
Đình thờ Thượng tướng Trần Khát Chân và em là Trần Hãng (còn gọi là Trần Hương), do đó ở làng Hoàng Mai có tục kỵ húy, xưa không gọi là "chân" mà nói cẳng (cái CHƠN chứ ko gọi là cẳng), không gọi "hương" mà nói nhang.
Con trai độc nhất của Thượng tướng là Trần Thông sau cũng là một tướng trẻ thời Lê, có công đức với dân nước, được thờ làm thành hoàng làng ở Khúc Thủy (Hà Tây). Đình Tương Mai (Hà Nội) và 29 đình của 29 làng khác cùng với đình Tam tổng là Bình Bút – Nam Cai – Đốn Sơn (Thanh Hóa) cũng thờ Thượng tướng Trần Khát Chân làm Thành hoàng.
Trong sân đình còn một đôi Ngựa đá, Voi đá nằm chầu hai bên. Đình thờ Trần Hãng, em của Trần Khát Chân và các tướng tâm phúc của Trần Khát Chân là Phạm Tổ Thu, Phạm Ngưu Tất cùng bị hại sau khi mưu sát Hồ Qúy Ly ở Đốn Sơn bị thất bại (năm 1399).
Trùng tu mới nhất vào năm 2006, một số hạng mục khác hoàn thành vào năm 2008. Sau trùng tu, đình vẫn giữ được nguyên vẹn kết cấu gỗ.
Đình mở hội vào 24/4 âm lịch hằng năm.